# Японо-чорногорські відносини
Японо-чорногорські відносини — двосторонні дипломатичні відносини між Японією та Чорногорією. Встановлені офіційно 24 липня 2006 року, після визнання Японією незалежності Чорногорії 16 червня того ж року. Офіційне представництво Міністерства закордонних справ Чорногорії, що відповідає за розвиток відносин із Японією, знаходиться в Японії, а інтереси Японії в Чорногорії представляються посольством Японії в Сербії (Белград).

## Історія
У 1904 році, коли почалася російсько-японська війна, Чорногорія виступила на боці Росії й офіційно оголосила війну Японії, хоча в Росії не були переправлені значні сили чорногорців, за винятком рідкісних добровольців. Із чорногорців-учасників тієї війни виділяються Олександр Саїчич, Анто Гвозденович і Філіп Пламенац, учасники боїв у Маньчжурії. У 1905 році був підписаний мир, однак через помилки Чорногорія не опинилася в числі країн, зазначених у мирному договорі, що уклали мир, тому формально Японія залишилася в стані війни з Чорногорією протягом 100 наступних років.
Японія не визнавала маріонеткове пронімецьке Королівство Чорногорія, яке існувало в 1941—1944, тому не могла укласти формально з чорногорцями мир.
До 1991 існували дипломатичні відносини між Японією і СФРЮ.
Лише у 2006 після визнання незалежності Чорногорії Японія підписала мирний договір і поклала край війні, яка формально тривала 101 рік через дрібну дипломатичну помилку. У наші дні основним пріоритетом зовнішньої політики Японії на Балканах є досягнення миру й взаєморозуміння з країнами Західних Балкан.
У списку торговельних партнерів Японії в Європі Чорногорія займає 12-те місце (лідирує Європейський союз). У 2009 році обсяг торгівлі між країнами склав 165 млн йєн (обсяг експорту Японії склав 163 млн, обсяг експорту Чорногорії — 2 млн йєн). Із 2001 року в Которі діє філія компанії Daido Metal Company Ltd.. Обсяг інвестицій Японії становить 506 млн євро, а коштів, що виділяються на технічну співпрацю — 599 млн євро.

## Скандали
За даними перепису населення 2009 року, в Чорногорії проживало 11 етнічних японців. У 2016 році в Чорногорії вибухнув скандал після того, як з країни були депортовані 58 іноземців, пов'язаних із діяльністю псевдорелігійної організації Аум Сінрікьо, причетної до заринової атаки в Токіо в 1995 році. Поліція Чорногорії заявила, що про підозрілу діяльність іноземців із релігійного угруповання їм повідомили спецслужби Японії.